# Ivan Ščap
Ivan Ščap, slovenski hokejist, * 3. december 1955, Jesenice.
Ščap je bil dolgoletni član kluba HK Acroni Jesenice. Za jugoslovansko reprezentanco je nastopil na Olimpijskih igrah 1976 v Innsbrucku in 1984 v Sarajevu. 
Leta 2012 je bil sprejet v Slovenski hokejski hram slavnih za leto 2008.